# José Luis Carrasco
José Luis Carrasco Gámiz (Jaén, 27 aprile 1982) è un ex ciclista su strada spagnolo, professionista dal 2005 al 2008.

## Carriera
Carrasco fece il suo debutto da professionista nel 2005 tra le file della Illes Balears-Caisse d'Epargne; in quell'anno vinse la classifica scalatori alla Tirreno-Adriatico. Passato alla Andalucía (ciclismo) nel 2007, nella stagione successiva vinse una tappa alla Volta Ciclista a Catalunya, ma al termine dell'anno rimase senza contratto.

## Palmarès
- 2008

7ª tappa Volta Ciclista a Catalunya (Pallejà > Barcellona)

### Atri successi
- 2005

Classifica scalatori Tirreno-Adriatico

## Piazzamenti

### Grandi Giri
- Giro d'Italia

2005: 90º
2006: 68º
- Vuelta a España

2007: 82º
2008: 68º

### Classiche monumento
- Milano-Sanremo

2005: 159º